# 합천 광암정
합천 광암정(陜川 廣巖亭)은 대한민국 경상남도 합천군 대병면 회양리, 합천호 회양관광단지 내에 있는 정자 건축물이다.
1984년 11월 23일 경상남도의 문화재자료 제101호 광암정으로 지정되었다가, 2018년 12월 20일 현재의 명칭으로 변경되었다.

## 개요
조선 고종 21년(1884) 매와거사 권정기가 중추원 의관을 지낸 아버지 권병덕을 위하여 지은 정자로, 아버지의 호를 따서 광암정이라 하였다.
원래는 경관이 수려한 황강변의 자연암반 위에 운치있게 서 있었으나 1985년 합천댐 건설로 지금 있는 자리에 옮겨 지었다.
건물은 앞면 4칸·옆면 3칸 규모로, 지붕은 옆면에서 볼 때 여덟 팔(八)자 모양인 팔작지붕이다.

## 참고 자료
- 합천 광암정 - 국가유산청 국가유산포털